# Va toute seule comme la corne du rhinocéros
Pour plus de détails, voir Fiche technique et Distribution.
Va toute seule comme la corne du rhinocéros (무소의 뿔처럼 혼자서 가라, Musoui ppulcheoleom honjaseo gal) est un film sud-coréen réalisé par Oh Byeong-cheol, sorti en 1995.

## Synopsis
Trois amies trentenaires, Hye-wan, Gyeong-hye et Yeong-seon, se remémorent leur vingtaine.

## Fiche technique
- Titre : Va toute seule comme la corne du rhinocéros[1]
- Titre original : 무소의 뿔처럼 혼자서 가라 (Musoui ppulcheoleom honjaseo gal)
- Titre anglais : Go Alone Like Musso's Horn
- Réalisation : Oh Byeong-cheol
- Scénario : Gong Ji-young d'après son roman
- Musique : Young Jeong-won
- Photographie : Yoo Young-gil
- Montage : Kim Hyeon
- Production : Oh Byeong-cheol
- Société de production :
- Pays :  Corée du Sud
- Genre : Drame
- Durée : 110 minutes[2]
- Dates de sortie : 
  -  Corée du Sud : 1995

## Distribution
- Kang Soo-yeon : Hye-wan
- Shim Hye-jin : Kyung-hye
- Lee Mi-yeon : Young-seon
- Lee Jin-woo : Sun-woo
- Lee Il-jae : le docteur Kim
- Yoon Dong-hwan
- Kim Myung-soo : l'étudiant en dernière année
- Kim Min-kyung : Mi-sook
- Kim Eui-sung : le directeur Park
- Im Il-chan : Kyung-hwan
- Lee Jin-soo
- Choi Moon-soo : Yoon-hee
- Park Tae-hee

## Analyse
Frédéric Caillard pour Critikat estime que le film « trouve sa place dans l’arbre généalogique du cinéma de Hong Sang-soo. Mais contrairement à Hong, Oh Byeong-cheol se place du point de vue féminin pour explorer les ravages de l'instabilité amoureuse masculine ».

## Box-office
Le film a réuni 90 902 spectateurs au box-office sud-coréen.

## Distinctions
Le film a été nommé pour trois Blue Dragon Film Awards (meilleur film, meilleur réalisateur, meilleure actrice pour Kang Soo-yeon). Il a également reçu le Baeksang Arts Award de la meilleure actrice pour Shim Hye-jin.